# Tartarughe Ninja - Fuori dall'ombra
Tartarughe Ninja - Fuori dall'ombra (Teenage Mutant Ninja Turtles: Out of the Shadows) è un film del 2016 diretto da Dave Green.
Il film è il sequel del film Tartarughe Ninja (2014), che ha segnato il riavvio della serie cinematografica basata sui celebri fumetti delle Tartarughe Ninja di Kevin Eastman, che partecipa nel film con un cameo, e Peter Laird.

## Trama
Un anno dopo la loro battaglia contro il malvagio Shredder, finito in prigione, le Tartarughe Ninja continuano a vivere nell'ombra e hanno lasciato a Vern Fenwick il merito della sconfitta di Shredder. Quando Shredder viene trasferito in un'altra prigione dal misterioso ufficiale Casey Jones, il suo Clan del Piede, che ora opera sotto la direzione del perfido scienziato Baxter Stockman, attacca il convoglio che lo sta trasportando. Le tartarughe, avvertite da April O'Neil, intervengono. Stockman aiuta Shredder a fuggire con un apparecchio per il teletrasporto, ma Shredder viene dirottato e finisce in un'altra dimensione, dove il signore della guerra alieno Krang gli fornisce un mutageno in cambio della promessa di trovare tre componenti di una macchina che mandò sulla Terra in epoche passate. Riuniti i tre componenti, la macchina gli permetterà di aprire un portale tra le due dimensioni.
Shredder recluta due criminali, Bebop e Rocksteady, e Stockman somministra loro il mutageno del terrificante Krang, trasformandoli in potenti animali mutanti. April assiste alla loro trasformazione e ruba una fiala del mutageno. Attaccata dal Clan del Piede, viene salvata da Casey, che combatte con attrezzatura da hockey. Nella confusione dello scontro la fiala viene presa in custodia dalla polizia. Donatello deduce che il mutageno può essere usato per trasformare le Tartarughe in umani, quindi permettere loro di vivere in superficie, nella società. Leonardo rifiuta e insiste perché questa cosa resti segreta agli altri. Michelangelo sente la loro conversazione e la riferisce a Raffaello, il che porta a un'accesa discussione tra i quattro fratelli. Furioso, Raffaello recluta Michelangelo, April, Casey, e Vern per introdursi nella centrale della New York Police Department e recuperare il mutageno, ma il Clan del Piede arriva prima di loro. Durante la battaglia, la polizia scopre l'esistenza delle Tartarughe e reagisce con paura e odio. I fratelli scappano, ma April e Casey vengono arrestati. Le forze di Shredder hanno già recuperato due dei pezzi della macchina di Krang. Le Tartarughe tracciano Bebop e Rocksteady, che hanno recuperato l'ultimo pezzo nella foresta amazzonica. Le Tartarughe intercettano il loro jet sulla via del ritorno. Durante la battaglia il jet si schianta e Bebop e Rocksteady scappano con l'ultimo pezzo. Le Tartarughe tornano a New York. Shredder e Stockman completano la macchina di Krang e aprono il portale per la sua dimensione. Dal portale inizia a emergere la macchina da guerra di Krang, il Technodrome. Shredder tradisce Stockman e i suoi uomini lo portano via, poi Krang tradisce Shredder, lo congela e lo inserisce nella sua collezione di avversari sconfitti.
Non avendo modo di combattere il Technodrome segretamente, le Tartarughe devono decidere se prendere il mutageno e diventare umani in modo da poter combattere alla luce del sole. Leonardo acconsente, ma Raffaello rompe la fiala, rendendosi conto che devono accettare la propria natura. Vern s'impossessa dei filmati della sicurezza che provano i crimini di Stockman e Shredder, April e Casey vengono rilasciati, organizzano un incontro tra le Tartarughe e il capo della polizia e riescono a convincerla che le Tartarughe non sono una minaccia. Le Tartarughe poi entrano in azione contro Krang, a bordo del Technodrome. Nel frattempo Casey tiene occupati Bebop e Rocksteady, mentre April e Vern sconfiggono Karai, la luogotenente di Shredder, e prendono il controllo della macchina del portale. Le Tartarughe localizzano il faro intorno al quale il Technodrome si sta montando e lo rispediscono indietro attraverso il portale, prendendo Krang e il resto del Technodrome con esso. April, Casey, e Vern poi chiudono il portale. Mentre scompare, Krang giura che tornerà per vendicarsi.
Bebop e Rocksteady tornano in prigione, Stockman è ancora in libertà e le Tartarughe vengono celebrate dalla polizia insieme a April, Casey, e Vern, ma decidono di tenere la loro esistenza segreta all'opinione pubblica.

## Produzione
Il budget del film è stato di 135 milioni di dollari.

## Promozione
Il primo trailer del film viene diffuso il 10 dicembre 2015 seguito subito dopo dalla versione italiana.

## Distribuzione
Il film è stato distribuito nelle sale cinematografiche statunitensi a partire dal 3 giugno 2016, mentre in Italia dal 7 luglio dello stesso anno.

## Accoglienza

### Incassi
Il film ha incassato 245 milioni di dollari in tutto il mondo, segnando una perdita per la Paramount Pictures di circa 75 milioni di dollari.

### Critica
Sull'aggregatore Rotten Tomatoes il film riceve il 38% delle recensioni professionali positive, con un voto medio di 4,7 su 10 basato su 172 critiche, mentre su Metacritic ottiene un punteggio di 40 su 100 basato su 12 critiche.

## Riconoscimenti
- 2017 - Kids' Choice Awards
  - Candidatura per il film preferito
  - Candidatura per l'attore cinematografico preferito a Will Arnett
  - Candidatura per l'attrice cinematografica preferita a Megan Fox
  - Candidatura per la miglior squadra a Noel Fisher, Jeremy Howard, Pete Ploszek e Alan Ritchson
- 2016 - Teen Choice Awards
  - Candidatura per il miglior attore in un film estivo a Stephen Amell
  - Candidatura per la miglior attrice in un film estivo a Megan Fox

## Sequel cancellato e reboot
William Fichtner ha rivelato che era in programma un terzo capitolo della storia: l'attore ha infatti svelato che tutti e quattro gli interpreti delle tartarughe hanno firmato un contratto che prevedeva tre pellicole. Tuttavia, a causa dell'insuccesso al botteghino del film, il sequel è stato cancellato. Al suo posto la Paramount ha annunciato un nuovo reboot della saga. Nel 2023 è stato distribuito un reboot animato della saga, dal titolo Tartarughe Ninja - Caos mutante.